# Nemozoma
Nemosoma  (лат.) — род жесткокрылых насекомых семейства темнотелок.

## Описание
Тело очень узкое и длинное, цилиндрическое, голова большая, не уже переднеспинки. Усики булавовидные. Брюшко с шестью видными стернитами. Личинки белые или розоватые длиной 10-12 мм, на вершине брюшка урогомфы тонкие, сходящиеся на концах .

## Систематика
В составе рода:
- Nemozoma caucasicum Ménétriés, 1832
- Nemozoma cornutum Sturm, 1826
- Nemozoma elongatum (Linnaeus, 1761)
- Nemozoma punctulatum Van Dyke